# A Young Man’s Funeral
A Young Man’s Funeral ist eine 2010 gegründete Metal-Band.

## Geschichte
A Young Man’s Funeral ist das 2010 in Moskau entstandene Projekt des Multiinstrumentalisten und Sängers Alexey Slavin, der zuvor als Schlagzeuger für Who Dies in Siberian Slush und Mare Infinitum aktiv war. Das erste über Satanarsa Records veröffentlichte Album To Never Return entstand 2011 gemeinsam mit dem niederländischen Sänger André de Heus. Ein Jahr später veröffentlichte Slavin unter dem Bandnamen eine instrumentale EP über Shapeless Visions Records. Nachkommend bemühte sich Slavin um eine Bandbesetzung, mit der er einige Auftritte absolvierte. Das zweite, 2013 über Fono Ltd. veröffentlichte, Studioalbum nahm er dann erneut als Ein-Personen-Projekt mit Evander „E.S.“ Sinque von Who Dies in Siberian Slush und Unmercenaries als Gastsänger auf. An dem 2014, ebenfalls über Fono Ltd. erschienenem Album Redemption beteiligten sich Andrei „iEzor“ Karpuchin von Abstract Spirit, Comatose Vigil und Comatose Vigil A. K., Margarita Fevraleva von Fuzzthrone und Smyčka sowie der Gitarrist Ivan Sokolov. Im Jahr 2015 initiierte Slavin mit L’Homme Absurde ein neues Bandprojekt, dass sich stilistisch am Post-Rock und Post-Black-Metal orientierte, einhergehend mit der Gründung des Projektes ließ er die Arbeit an A Young Man’s Funeral ruhen.

## Stil
Der von A Young Man’s Funeral gespielte Stil veränderte sich über die aktive Zeit des Projektes erheblich. Mit Verweis auf die ersten beiden Alben wird die Musik für das Webzine Doom-Metal.com als Melodic Death Doom mit einer Tendenz zum Funeral Doom beschrieben.
Das Debüt beschrieb Slavin als traditionellen Death Doom mit Verweis auf die Gothic-Metal-Band My Dying Bride und die Melodic-Death-Doom-Gruppe Saturnus. Mike Liassides besprach das Album für Doom-Metal.com und ordnete A Young Man’s Funeral zwischen die musikalische Grundausrichtung von Saturnus und dem Songwriting der Funeral-Doom-Band My Shameful und zog Parallelen zum musikalischen Ansatz von Lycus, Dolorian und Sculptor. Der Gesang sei kraftvoll und das instrumentale Spiel besonders Riff-betonte derweil die Instrumentierung häufig minimalistisch erscheine.
Thanatic Unlife wurde hingegen aufgrund einer roh und kratzigen Verzerrung, leicht gedämpften Gesangs sowie fehlender Effekte für Doom-Metal.com als Hommage an Thergothon und frühe Pantheist beurteilt und in die Traditionslinie des ursprünglichen Funeral Doom gestellt. Als zentrale Elemente stünden die Klavierklänge und ein einfach gehaltenes Gitarrenspiel, die kombiniert ein „Gefühl von etwas Unheimlichem, Verstörendem, aber dennoch Ruhigem und manchmal sogar Sentimentalem“ vermitteln. Der von Sinque präsentierte Gesang ist ein gutturales Growling, dass mit mehr melodischen Vortrag von jenem bei Who Dies in Sibirian Slush abweiche.

„Sad piano tunes intertwine with extremely heavy distorted guitars playing almost primitive sustained chords and an abysmal growler spitting chunks of his lungs out across the loudspeakers, while the drums -- despite their sparsity -- are both extremely powerful and inventive, offering an almost artistic flair with their weird dynamics and their ever shifting paradigms.“

„Traurige Klavierstücke verflechten sich mit extrem stark verzerrten Gitarren die anhaltende fast primitive Akkorde spielen, und einem abgründigen Growl-Sänger der seine Lungen über die Lautsprecher speit während das Schlagzeug - trotz seiner Sparsamkeit - sowohl extrem kraftvoll als auch erfinderisch ist und ein fast künstlerisches Flair, mit seltsamer Dynamik und sich ständig verändernden Paradigmen, bieten.“

Mit den Arbeiten an Redemption variierte Slavin deutlich den Musikstil von A Young Man’s Funeral. Bereits vorab kündigte er an, dass das Album sich vom Doom Metal entferne und einen leichteren und luftigen Klang anstrebe. Anstelle des Growl-Gesangs lud Slavin die Sängerin Margarita Fevraleva in die Band und variierte zugleich die Instrumentierung hin zu einem Crossover aus Post-Rock und -Metal mit einer, von Stefano Cavanna in einer für das italienische Webzine verfassten Besprechung assoziierten, Nähe zu dem Album Disintegration von The Cure. An Death- und Funeral-Doom sei lediglich noch das reduzierte Tempo gemahnt.

## Diskografie
- 2011: To Never Return (Album, Satanarsa Records)
- 2012: I Saw Darkness (EP, Shapeless Visions Records)
- 2013: Thanatic Unlife (Album, Fono Ltd.)
- 2014: Redemption (Album, Fono Ltd.)